# Награда Борислав Михајловић Михиз
Награда Борислав Михајловић Михиз додељује се од 2005. за драмско стваралаштво.
Награду у част књижевника Борислава Михајловића Михиза додељују Фонд Борислав Михајловић Михиз и Српска читаоница у Иригу, под покровитељством Покрајинске владе Војводине и Министарства културе Србије, сваког 17. октобра, на књижевников дан рођења.
Награда се састоји од свечане повеље, уметничког предмета, новчаног износа и штампања књига изабраних дела.
Актуелни жири ради у саставу: Светислав Јованов (председник), Маја Пелевић и Димитрије Коканов.

## Добитници
- 2005 — Милена Марковић[3][4]
- 2006 — Маја Пелевић[5]
- 2007 — Марија Караклајић[6][7]
- 2008 — Милена Богавац[8]
- 2009 — Милица Пилетић[9]
- 2010 — Јордан Цветановић[10]
- 2011 — Тања Шљивар[11]
- 2012 — Оливер Фрљић[12][13]
- 2013 — Милан Марковић Матис[14]
- 2014 — Даница Николић Николић[15][16]
- 2015 — Олга Димитријевић[17]
- 2016 — Бранислава Илић[18]
- 2017 — Димитрије Коканов[19]
- 2018 — Тијана Грумић[20]
- 2019 — Исидора Милосављевић[21]
- 2020 — Филип Грујић[22]
- 2021 — Ива Брдар[23][24]
- 2022 — Филип Вујошевић[25]